# Левски (Пазарджикская область)
Левски (болг. Левски) — село в Болгарии. Находится в Пазарджикской области, входит в общину Панагюриште. Население составляет 763 человека.

## Политическая ситуация
В местном кметстве Левски, в состав которого входит Левски, должность кмета (старосты) исполняет Славчо Димитров Мавров (коалиция в составе 2 партий: Болгарская социалистическая партия (БСП), Объединённый блок труда (ОБТ)) по результатам выборов правления кметства.
Кмет (мэр) общины Панагюриште — Георги Илиев Гергинеков (коалиция в составе 2 партий: Болгарская социалистическая партия (БСП), Объединённый блок труда (ОБТ)) по результатам выборов в правление общины.